# Justinas Staugaitis

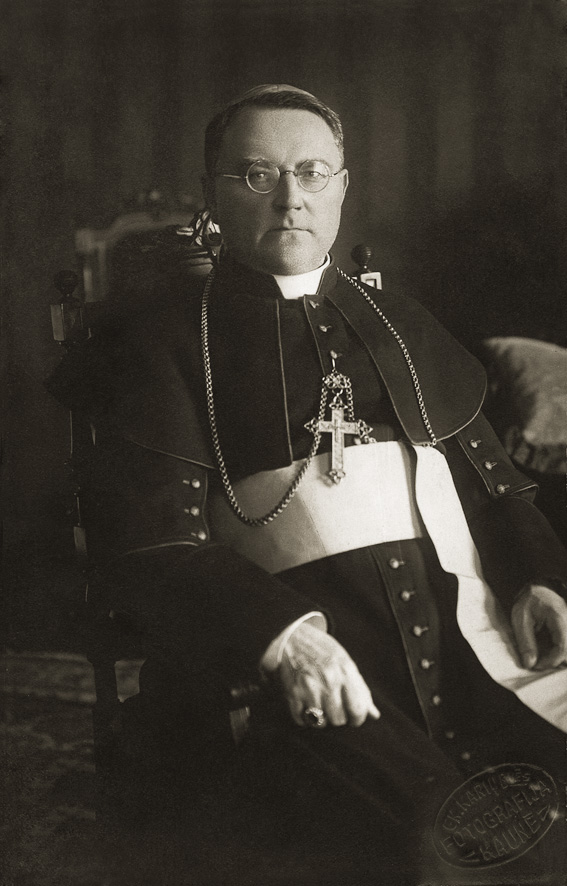

Justinas Staugaitis (* 14. November 1866 in Tupikai, Bezirk Šakiai, Russisches Kaiserreich; † 8. Juli 1943 in Telšiai) war Bischof von Telšiai und litauischer Politiker.

## Leben
Er lernte an der Grundschule Kudirkos Naumiestis und am Gymnasium Marijampolė. 1890 absolvierte er das Studium am Priesterseminar Seinai und wurde am 24. Juni zum Priester geweiht. Am 5. April 1926 wurde er zum Bischof von Telšiai und Prälat von Klaipėda ernannt und am 25. Mai durch Antoni Karaś zum Bischof geweiht. 1939 trat er als Prälat zurück, als Apostolischer Administrator der Prälatur folgte ihm Maximilian Kaller.
Von 1926 bis 1943 leitete er das Bistum Telšiai. Von 1922 bis 1926 war er Mitglied im Seimas und stellv. Vorsitzender, von 1923 bis 1925 Vorsitzender des Parlaments. im November 1922 war er Altersvorsitzender.